# 66 (szám)
A 66 (hatvanhat) a 65 és 67 között található természetes szám.

## A szám a matematikában
A tízes számrendszerbeli 66-os a kettes számrendszerben 1000010, a nyolcas számrendszerben 102, a tizenhatos számrendszerben 42 alakban írható fel.
A 66 páros szám, összetett szám, azon belül szfenikus szám, kanonikus alakja 2 · 3 · 11, normálalakban a 6,6 · 101 szorzattal írható fel. Nyolc osztója van a természetes számok halmazán, ezek növekvő sorrendben: 1, 2, 3, 6, 11, 22, 33 és 66.
Félmeandrikus szám. Háromszögszám, hatszögszám, huszonháromszögszám.
Ritkán tóciens szám.
Mivel található olyan 66 egymást követő egész szám, amelynél minden belső számnak van közös prímtényezője akár az első, akár az utolsó taggal, a 66 Erdős–Woods-szám. A legkisebb ilyen tulajdonságú egymást követő számok 3615758618744894508744-től kezdve találhatók meg.
A 66 egyetlen szám valódiosztóösszeg-függvényeként áll elő, ez az 54.

## A tudományban
- A periódusos rendszer 66. eleme a diszprózium.

## A számmisztikában
- A 66 az egyik mesterszám, jelentése: Egyetemes öröm.

## Egyéb
- 66-os út Amerikában (Route 66)
- Hatvanhatos kártyajáték